# 貝爾普里鎮區 (堪薩斯州愛德華茲縣)
貝爾普里鎮區（英語：Belpre Township）為美國堪薩斯州愛德華茲縣轄下的鎮區。2010年美国人口普查中此鎮區人口有178人。

## 地理
貝爾普里鎮區涵蓋總面積為140.5平方（54.23平方英里），其中陸地面積為140.5平方（54.23平方英里），水域面積為0平方（0.00平方英里）或0.00%。海拔高度637（2,090英尺）。

## 人口統計
根據2010年美國人口普查，貝爾普里鎮區人口有178人，其中男性有89人，女性有89人，人口密度為每平方公里1.27人，住房計111戶。鎮區內的白人有164人，非裔美國人有0人，美洲原住民有2人，亞裔美國人有0人，太平洋島裔美國人有0人，其他種族有12人，混血種族則有0人。此外鎮區內有47人為西班牙裔或拉丁裔美國人。此鎮區之年齡中位數為43.5歲，而男性年齡中位數為44.3歲，女性年齡中位數為42.5歲。

## 交通

### 主要公路
- 50號美國國道
- 19號堪薩斯州州道